# Resolutie 1621 Veiligheidsraad Verenigde Naties
Resolutie 1621 van de Veiligheidsraad van de Verenigde Naties werd unaniem door de
VN-Veiligheidsraad aangenomen op 6 september 2005 en
autoriseerde een versterking van de vredesmacht in Congo-Kinshasa met 841 manschappen.

## Achtergrond
In 1994 braken in de Democratische Republiek Congo etnische onlusten uit die onder meer
werden veroorzaakt door de vluchtelingenstroom uit de buurlanden Rwanda en Burundi.
In 1997 beëindigden rebellen de lange dictatuur van Mobutu en werd
Kabila de nieuwe president.
In 1998 escaleerde de burgeroorlog toen andere rebellen Kabila probeerden te verjagen. Zij zagen zich
gesteund door Rwanda en Oeganda.
Toen hij in 2001 omkwam bij een mislukte staatsgreep werd hij opgevolgd door zijn zoon.
Onder buitenlandse druk werd afgesproken verkiezingen te houden die plaatsvonden in 2006 en gewonnen
werden door Kabila.
Intussen zijn nog steeds rebellen actief in het oosten van Congo en blijft de situatie er gespannen.

## Inhoud

### Waarnemingen
De overgangsinstellingen van Congo moesten zorgen dat vrije, eerlijke en vreedzame
verkiezingen konden doorgaan. De autoriteiten van het land leken goed bestuur en een transparant
economisch beleid na te streven. Men was echter bezorgd om de vijandelijkheden door gewapende groepen en
milities in het oosten van het land en de mensenrechtenschendingen daar.

### Handelingen
De Veiligheidsraad autoriseerde op verzoek van secretaris-generaal Kofi Annan
een versterking van de MONUC-vredesmacht met 841 manschappen, waaronder 5 nieuwe politie-eenheden van 125
manschappen. Deze extra manschappen moesten ten laatste op 1 juli 2006 weer worden teruggetrokken.
Ten slotte werd MONUC ook geautoriseerd om de onafhankelijke kiescommissie van Congo bijkomende steun te verlenen.

## Verwante resoluties
- Resolutie 1596 Veiligheidsraad Verenigde Naties
- Resolutie 1616 Veiligheidsraad Verenigde Naties
- Resolutie 1628 Veiligheidsraad Verenigde Naties
- Resolutie 1635 Veiligheidsraad Verenigde Naties

Lijst ·  1581 ·  1582 ·  1583 ·  1584 ·  1585 ·  1586 ·  1587 ·  1588 ·  1589 ·  1590 ·  1591 ·  1592 ·  1593 ·  1594 ·  1595 ·  1596 ·  1597 ·  1598 ·  1599 ·  1600 ·  1601 ·  1602 ·  1603 ·  1604 ·  1605 ·  1606 ·  1607 ·  1608 ·  1609 ·  1610 ·  1611 ·  1612 ·  1613 ·  1614 ·  1615 ·  1616 ·  1617 ·  1618 ·  1619 ·  1620 ·  1621 ·  1622 ·  1623 ·  1624 ·  1625 ·  1626 ·  1627 ·  1628 ·  1629 ·  1630 ·  1631 ·  1632 ·  1633 ·  1634 ·  1635 ·  1636 ·  1637 ·  1638 ·  1639 ·  1640 ·  1641 ·  1642 ·  1643 ·  1644 ·  1645 ·  1646 ·  1647 ·  1648 ·  1649 ·  1650 ·  1651